# Prida
Prida is een monotypisch geslacht van spinnen uit de  familie van de Oonopidae (dwergcelspinnen).

## Soort
- Prida sechellensis Benoit, 1979